# Geastrum
Geastrum ( variante ortográfica Geaster )  é um gênero de cogumelo da família Geastraceae.  Muitas espécies são conhecidas comumente como earthstars.
O nome vem do geo que significa a terra e o aster que significam a estrela, e tem como língua matriz o Grego.
O nome se refere ao comportamento do peridium externo.  Na maturidade, a camada externa do corpo de frutificação se divide em segmentos que se voltam para fora, criando um padrão de estrela no solo.  O peridio interno é um saco de esporos.  Em algumas espécies, o peridium externo se divide a partir de uma camada intermediária, fazendo com que o saco de esporos se arqueie no chão.  Se o perídio externo se abrir quando molhado e se fechar quando seco, é descrito como higroscópico.
Em algumas espécies, o peridio interno é suportado em um talo ou pedicelo.  A columela é uma massa semelhante a uma coluna de tecido estéril encontrada dentro do perídio interno.  A rede de tecido fértil dentro do perídio interno, o capillitium , surge da columela.  A boca na maioria das espécies de "estrelas terrestres" é bastante proeminente, surgindo muitas vezes como um pequeno cone no ápice do perídio interno.  Pode ser mesmo ou sulcado (ranhurado).
Eles geralmente não são tóxicos, mas são considerados não comestíveis devido à sua textura fibrosa no estágio maduro em que são geralmente encontrados.

## Espécies
Embora o Dicionário dos Fungos (2008) tenha estimado cerca de 50 espécies em Geastrum , uma estimativa mais recente (2014) sugere que pode haver até 120 espécies. Geastrum coronatum Pers. foi proposto como o tipo conservado para o gênero.  Algumas espécies similares que são difíceis de diferenciar usando características morfológicas clássicas (como G.   triplex , G.   Saccatum e G.   lageniforme ) podem ser identificados usando testes de manchas químicas que detectam a atividade enzimática da fenoloxidase , bem como diferenças na estrutura cristalina dos depósitos de oxalato de cálcio .  Espécies incluem: 
- Geastrum aculeatum[8]
- Geastrum albonigrum
- Geastrum andrewsii
- Geastrum argentatum
- Geastrum argentinum
- Geastrum australe
- Geastrum austrominimum
- Geastrum benitoi
- Geastrum britannicum
- Geastrum berkeleyi
- Geastrum bushnellii
- Geastrum campestre
- Geastrum clelandii
- Geastrum congolense
- Geastrum corollinum
- Geastrum coronatum
- Geastrum dissimile
- Geastrum drummondii
- Geastrum dubowskii
- Geastrum echinulatum[8]
- Geastrum elegans
- Geastrum elliptice
- Geastrum entomophilum[9]
- Geastrum episcopale
- Geastrum fimbriatum
- Geastrum flexuosum
- Geastrum floriforme
- Geastrum fornicatum
- Geastrum fuscogleba
- Geastrum hieronymi
- Geastrum hirsutum
- Geastrum hungaricum
- Geastrum inpaense – Brazil[10]
- Geastrum kotlabae
- Geastrum kuharii
- Geastrum lageniforme
- Geastrum leptospermum
- Geastrum lilloi[11]
- Geastrum litchiforme
- Geastrum lloydianum
- Geastrum melanocephalum[12]
- Geastrum meridionale
- Geastrum minimum
- Geastrum mirabile
- Geastrum morganii
- Geastrum ovalisporum
- Geastrum oxylobum
- Geastrum papinuttii
- Geastrum parvisporum
- Geastrum parvistriatum
- Geastrum pectinatum
- Geastrum pleosporus[13]
- Geastrum pouzarii
- Geastrum pseudolimbatum
- Geastrum quadrifidum
- Geastrum reticulatum
- Geastrum rhizophorum
- Geastrum rufescens
- Geastrum rugulosum
- Geastrum rusticum – Brazil[14]
- Geastrum saccatum
- Geastrum schmidelii
- Geastrum schweinitzii
- Geastrum senoretiae[15]
- Geastrum setiferum
- Geastrum smardae
- Geastrum smithii
- Geastrum stiptatum
- Geastrum striatum
- Geastrum subiculosum
- Geastrum tichifer
- Geastrum triplex
- Geastrum velutinum
- Geastrum verrucoramulosum[16]
- Geastrum welwitschii
- Geastrum xerophilum
- Geastrum xylogenum